# Parabrotula plagiophthalma
Parabrotula plagiophthalma är en fiskart som beskrevs av Zugmayer, 1911. Parabrotula plagiophthalma ingår i släktet Parabrotula och familjen Parabrotulidae. Inga underarter finns listade i Catalogue of Life.